# Drahtkugel
Drahtkugel, spanisch: pelota de alambre, oder pelota de alambre con pólvora, oder pelota con alambre, englisch: wire-shot, war eine Munitionsart zum Verschießen mit Arkebusen. Sie war eine Erfindung der Militärtechnik des 16. Jahrhunderts. Sie wurde zur Abwehr von Pikenieren eingesetzt, die mit ihren langen Piken Kavallerie- und Infanterieformationen angriffen. Das Geschoss bestand aus zwei Halbkugeln aus Blei, die sich nach dem Abschuss trennten, während sich zwischen ihnen ein Eisendraht aufspannte. Sie wurde nicht auf die Soldaten geschossen, sondern gegen deren vier bis sechs Meter langen Piken. Ein gut platzierter Schuss machte so für die Kavallerie eine Gasse frei zum Angriff auf die Pikeniere.
Der Historiker Inca Garcilaso de la Vega aus Peru beschrieb Anfang des 17. Jahrhunderts die Herstellung dieser Munition folgendermaßen:

„Die Drahtkugeln werden in derselben Form hergestellt wie die gewöhnlichen Kugeln. Man  nimmt ein viertel oder ein drittel Eisendraht und an beiden Enden macht man eine Krümmung, wie ein kleiner Haken. Jeweils ein Drahtende steckt man in die eine Hälfte der Form und das andere Drahtende in die andere Hälfte. Um die zwei Halbformen voneinander zu trennen, wird in die Mitte ein Stück Kupfer- oder Eisenblech so dünn wie Papier gelegt. Dann wird das flüssige Blei eingegossen, das die Haken umschließt und die Kugel bleibt durch das Blech in zwei durch den Draht verbundene Teile geteilt. Um sie in die Arkebuse zu laden, werden sie zusammengefügt, als ob sie eine ganze Kugel wären.“